# José Gomes Abreu
José Gomes Abreu, född 19 september 1880, död 22 januari 1935, var en brasiliansk kompositör. Han var verksam under pseudonymen Zequinha de Abreu. Hans främsta verk är "Tico-Tico no Fubá", "Branca" och "Tardes de Lindóia."